# 다희 (모델)
다희(본명: 김다희)는 대한민국의 모델 및 가수이다. 2005년에 그룹 다미 앤 주니어로 데뷔했으며, 현재는 모델로 활동 중이다.